# Institutul pentru Tehnică de Calcul
Institutul pentru Tehnică de Calcul este un integrator de soluții ce efectuează proiecte în domenii precum: transporturi, mediu, cultură, medicină, infrastructură, agricultură, industrie ș.a. 

## Istoric
- 1967 - Crearea ITC, cu titulatura Institutul de Cercetări pentru Tehnica de Calcul din București
- 1968 - Licența IRIS
- 1970 - Primele sisteme Felix la FCE
- 1971 - Demarare cercetări pentru dezvoltarea licenței
- 1974 - Premieră: Calculatorul Felix C 512
- 1975 - Premieră: Unitatea de Disc Magnetic DM 29
- 1976 - Prezență notabilă ITC la TIB 76
- 1977 - Premieră: INDEPENDENT 100
- 1978 - Premieră: Unitatea de Bandă Magnetică UBM 125
- 1979 - Primele sisteme de operare pentru minicalculatoare
- 1980 - Cel mai rapid minicalculator, I102F
- 1984 - Premieră: Unitatea de bandă streaming
- 1985 - Minicalculatorul I106
- 1994 - Reorientarea cercetărilor spre domenii noi
- 1995 - Premieră: CD-ROM multimedia în România
- 1997 - Înființarea ITCNet